# Čmelák zdobený
Čmelák zdobený (Bombus distinguendus) je druh čmeláka (Bombus), vzácně se vyskytující i v české přírodě.

## Rozšíření
Areál rozšíření tohoto čmeláka sahá od Irska, západního pobřeží Skotska a severní Skandinávie na jihovýchod k Alpám a dále na východ do západního Mongolska. V Německu i v Česku je považován za ohrožený. V Nizozemsku a Anglii zřejmě vymizel.

## Popis
Čmelák zdobený je poměrně velký a má dlouhý sosák. Horní část je oranžově hnědá s černým pásem na bázi křídel. Spodní strana je převážně bílá.

## Způsob života
Tento čmelák je vázaný na otevřenou kulturní krajinu a většinou navštěvuje rostliny jako jetel luční, jetel prostřední, úročník bolhoj, různé vikve a hrachory, vlčí bob, kostival, hadinec nebo bodlák. Hnízdo bývá pod zemí, ale může být i v kupce trávy nebo v opuštěných norách myší a hrabošů.

## Ohrožení
Tento druh je silně ovlivněn odlesňováním a odvodňováním a také zvýšeným výskytem křovin. Negativní vliv má i úbytek pěstování luskovin a to, že pole se dnes často sklízí před rozkvětem jetele lučního.
Stal se vlajkovou lodí britských ochránců čmeláků, protože je zde pravděpodobně nejohroženějším druhem. V roce 2011 však bylo možné exempláře ve Skotsku opět dlouhodobě pozorovat, zejména při páření. K úspěchu vedlo vytvoření zvláště chráněné louky jetele červeného se specifickou formou pěstování.